# Lijst van voetbalinterlands Bahrein - Indonesië (vrouwen)
Deze lijst van voetbalinterlands is een overzicht van alle officiële voetbalinterlands tussen de nationale vrouwenteams van Bahrein en Indonesië. De landen hebben tot nu toe drie keer tegen elkaar gespeeld.

## Wedstrijden
| № | Plaats | Datum            | Competitie        | Wedstrijd           | Uitslag |
| - | ------ | ---------------- | ----------------- | ------------------- | ------- |
| 1 | Manama | 16 februari 2010 | Vriendschappelijk | Bahrein − Indonesië | 2 − 0   |
| 2 | Manama | 8 juni 2024      | Vriendschappelijk | Bahrein − Indonesië | 2 − 3   |
| 3 | Manama | 11 juni 2024     | Vriendschappelijk | Bahrein − Indonesië | 0 − 3   |

## Samenvatting
| Competitie        | Totaal gespeeld | Winst Bahrein | Gelijk | Winst Indonesië | Doelsaldo Bahrein – Indonesië |
| ----------------- | --------------- | ------------- | ------ | --------------- | ----------------------------- |
| Vriendschappelijk | 3               | 1             | 0      | 2               | 4 − 6                         |
| Totaal            | 3               | 1             | 0      | 2               | 4 − 6                         |